# (14810) 1981 EM31
A (14810) 1981 EM31 a Naprendszer kisbolygóövében található aszteroida. Schelte J. Bus fedezte fel 1981. március 2-án.